# Una Navidad con Samantha Hudson
Una Navidad con Samantha Hudson (lit. ‘Un Nadal amb Samantha Hudson’) és una pel·lícula musical i còmica espanyola del 2021 dirigida per Alejandro Marín. És una adaptació contemporània del Conte de Nadal de Charles Dickens.

## Sinopsi
És un relat nadalenc musical que obre les portes a l'espectador a la cultura underground i travesti local, que empenta el talent emergent i vol servir de plataforma per a artistes jóvens.

## Repartiment

### Principal
- Samantha Hudson com a si mateixa[4]
- Anabel Alonso com a Chelo
- Paco Clavel com el fantasma del passat
- Arturo Valls com el fantasma del present
- Yurena com el fantasma del futur[5]
- Manuela Trasobares com la Samantha Hudson del futur[6][7]

### Secundari
- Supremme de Luxe[5]
- Amaia Romero[5]
- Victoria Martín[5]
- La Prohibida[5]
- Jordi Cruz[5]
- Pepe Viyuela[5]
- La Dani[5]
- Arantxa Castilla La-Mancha[5]
- Kika Lorace[5]
- Bertín Osborne[8]
- Psicosis Gonsales[9]
- Pepe Viyuela[10]
- Pupi Poisson[10]
- Putochinomaricón[10]
- Gad Yola[11]
- Marcus Massalami
- Hornella Góngora
- Leonor Lavado
- Diamant Merybrown
- Ms Nina
- Marta Poveda
- Víctor Gil

## Producció
La direcció va anar a càrrec d'Alejandro Marín i el guió, de Jesús Díaz Morcillo amb l'ajut de Samantha Hudson. A més, la productora darrere del projecte és Atresmedia en col·laboració amb Suma Content, de Javier Ambrossi i Javier Calvo. La productora executiva és Montse García.

## Estrena
Es va estrenar i distribuir a Atresplayer Premium el 19 de desembre del 2021 i constitueix el primer especial de Nadal de la plataforma en qüestió.

## Recepció
D'entre la crítica professional, Alberto Barranco d'El Confidencial va valorar positivament la producció, en la qual «[s']ironitza sobre la classe política, la precarietat i la fama» i l'artista llança el següent missatge: «encara que els tancats de ment, els homòfobs i els intransigents aconsegueixin censurar en algun moment els que lluitem per la llibertat, com més va més difícil ho tindran».